# Lex Gabinia

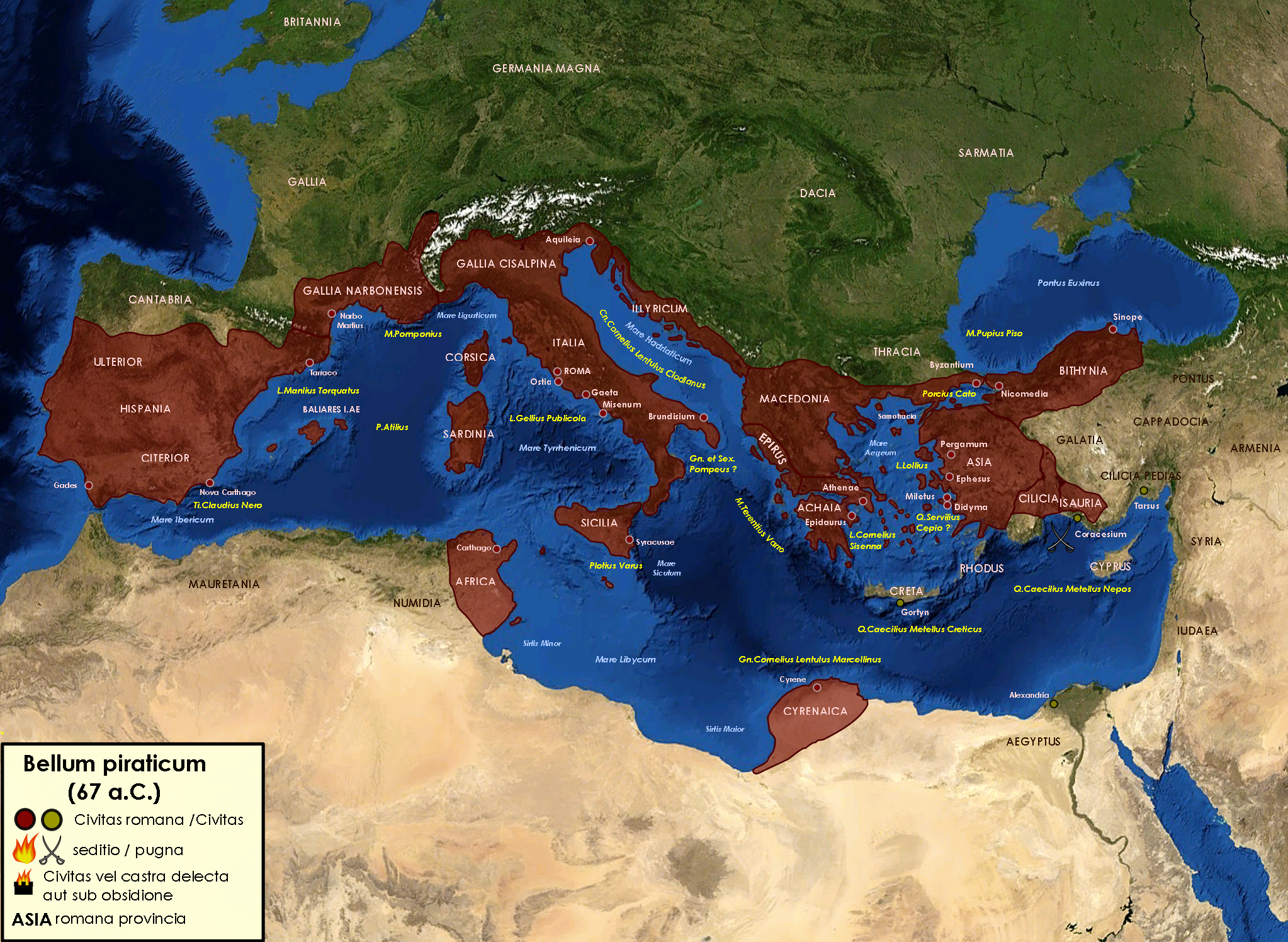
Carte de la Méditerranée avec les territoires romains et les noms et emplacement des 25 légats nommés par Pompée pour lutter contre les pirates.

La loi de Gabinius ou Lex Gabinia fut proposée par le tribun de la plèbe Aulus Gabinius en 67 av. J.-C. pour donner un pouvoir militaire étendu sur toute la Méditerranée à un général romain, afin de se débarrasser des pirates qui, avec leurs 1 000 vaisseaux, infestaient cette mer et y possédaient de nombreuses places fortes, comme la Crète et la Sicile.
Pour la première fois, un tel pouvoir (imperium) n'était pas confié pour une province romaine précise comme c'est l'usage, mais pour l'ensemble des côtes méditerranéennes. C'est Pompée qui en bénéficia en 67 av. J.-C.. Ce dernier, à la tête de 500 navires, 120 000 fantassins et 5 000 cavaliers (ces derniers luttant sur les zones côtières romaines), divisa la mer et les côtes en treize secteurs pour battre les pirates en 3 mois. Selon la propagande de l'époque, ce dernier débarrassa pratiquement la Méditerranée des pirates, faisant exécuter leurs chefs (décapitation, crucifixion) et décidant de changer leur mode de vie, notamment en les installant pour repeupler certaines colonies en Péloponnèse.